# KOI-3010.01
KOI-3010.01 é um candidato a exoplaneta que se confirmado é uma provável superterra quente em órbita de KOI-3010, uma estrela localizada a cerca de 1.250 anos-luz de distância a partir da Terra. Ele foi identificado pelo telescópio espacial Kepler da NASA. A temperatura deste exoplaneta foi estimada para ser em torno de 19,6 °C (292,75 K), a sua composição pode ser semelhante se não for exatamente idêntica à Terra. Ele pode ter um Índice de Similaridade com a Terra de 0,84, ao passo que, não é só habitável, mas o único que teria uma hClasse de tipo mesoplaneta, dando a KOI-3010.01 uma temperatura moderada e semelhante a da Terra.